# Асоціація українських письменників
Асоціація українських письменників — творче об'єднання українських письменників.

## Історія
Ідея утворення Асоціації українських письменників (АУП) виникла під час роботи III-го з'їзду Спілки письменників України (СПУ) у жовтні 1996 року. Літератори, серед яких були Юрій Покальчук, Юрій Андрухович, Микола Рябчук, Ігор Римарук та інші, незгодні з творчими та організаційними принципами та традиціями, «совєтського», як вони вважали, об'єднання письменників, подали заяви про вихід з СПУ. Причиною виходу було позастатутне (на думку частини членів) обрання Юрія Мушкетика головою правління СПУ на третій строк.
Утворена 6–8 березня 1997 року на установчих зборах АУП (118 учасників). До складу АУП увійшли, зокрема: Юрій Андрухович, Наталка Білоцерківець, Юрій Винничук, Василь Герасим'юк, Павло Гірник, Василь Голобородько, Сергій Жадан, Оксана Забужко, Олександр Ірванець, Анатолій Кичинський, Дмитро Кремінь, Олександр Кривенко, Мирослав Лазарук, Іван Лучук, Іван Малкович, В'ячеслав Медвідь, Петро Мідянка, Володимир Моренець, Костянтин Москалець, Віктор Неборак, Борис Нечерда, Юрко Покальчук, Анатолій Дністровий, Василь Портяк, Олександр Сопронюк, Ігор Римарук, Микола Рябчук, Дмитро Стус, Людмила Таран, Тарас Федюк, Віктор Мельник, Олег Гуцуляк та інші.
Організація АУП має за мету подолання структурно-ідеологічного змертвіння в письменницькому середовищі України, що виникло через неспроможність керівництва СПУ реформувати структуру та концептуальні засади Спілки письменників до рівня відповідності вимогам сучасної ситуації (як соціальної, так і світоглядної).
Ставши в опозицію до СПУ, АУП проголосила своїми критеріями фаховість, подолання колоніального синдрому в українській літературі, відкритість світовим світоглядним та стильовим надбанням ХХ ст.
Вступ до АУП відбувається на підставі запрошення від Координаційної Ради АУП (23 особи).

## Керівництво
Першим президентом АУП було обрано Юрія Покальчука, віце-президентами Володимира Моренця, Юрія Андруховича, Ігоря Римарука і Тараса Федюка.
13 листопада 1997 року Міністерством юстиції України було зареєстровано Всеукраїнську громадську організацію «Асоціація українських письменників».
Протягом перших двох років Асоціація провела низку широких презентаційних заходів: у Львові — «Наші в місті», «Вогні великого міста», в Одесі — фестиваль сучасного українського мистецтва «Південний хрест», АУПівські фестивалі відбулись в Києві, Харкові, Чернівцях, Кропивницькому.
4–5 лютого 2000 року відбувся II конгрес АУП (68 учасників), на якому президентом АУП було обрано Тараса Федюка, віце-президентами І. Римарука, В. Моренця, С. Жадана і О. Кривенка. З'їзд констатував наявність в Асоціації організаційної кризи, викликаної відсутністю працівників офісного апарату і професійних менеджерів.
Наступним президентом АУП став Ігор Римарук. Після його трагічної загибелі (2008) президентом знову обрано Тараса Федюка (2009; під час виборів були присутні 25 членів АУП).
Протягом 4 років АУПівці тричі ставали лавреатами Національної премії ім. Т. Г. Шевченка.

## Діяльність
19 квітня 2001 року Асоціація набула статусу Всеукраїнської творчої спілки.
За роки існування АУП до неї долучилися такі відомі українські письменники як Василь Шкляр, Олесь Ульяненко, Марина та Сергій Дяченки, Мар'яна Савка, Маріанна Кіяновська, Галина Крук та інші.
На сьогодні членами Асоціації є 158 письменників, що працюють у 17 регіональних організаціях України.
У квітні 2017 р. відбувся реорганізаційний з'їзд АУП, на якому президентом АУП знову було обрано Тараса Федюка.

## Видавнича діяльність
З 1998 року за сприяння фонду «Відродження» виходить літературна газета Асоціації «Література плюс».
З 2000 року Асоціація широко розпочала здійснення власної видавничої програми. Чільним партнером АУП стало видавництво «Кальварія», співпрацює Асоціація і з іншими видавництвами, зокрема, «Лілея-НВ» (Івано-Франківськ), «Астро-принт» (Одеса).
Організаційними зусиллями Асоціації з 2000 року здійснено понад 30 книжкових проектів. Назагал члени АУП протягом 2000–2001 років видали близько 200 книжок. Саме ці книжки, інтерес до них читача і змогли започаткувати те, що згодом стане ринком української книги.
У рейтингових акціях «Книга року 2000» та «Книга року 2001» саме книги письменників Асоціації посідали практично всі лавреатські місця у номінаціях сучасної поезії та сучасної прози.